# Министерство обороны
Министе́рство оборо́ны — о́рган управления в составе правительства суверенного государства, управляющий организацией (Вооружённые силы, Армия, например — НОАК) по защите государства или страны от внешних угроз.
Может именоваться и именуется, в различных государствах, в различный период их истории как:
- Военное министерство[1] (ВМ);
- Министерство национальной обороны (МНО);
- Министерство Вооружённых Сил (МВС);
- и другие.

## История
Военное министерство в России имперского периода, при его учреждении в 1803 году образовано под наименованием Министерства военно-сухопутных сил и затем в 1815 году, было переименовано в Военное министерство. В состав Военного министерства, на 1907 год, входили:
- военный совет;
- главный военный суд;
- главные управления генерального штаба (с 1905 года);
- главный штаб;
- интендантское;
- артиллерийское;
- инженерное;
- военно-медицинское, с военным ветеринарным отделом;
- военно-учебных заведений;
- военно-судное, у казачьих войск;
- Императорской главной квартиры;
- канцелярии военного министерства;
- особые управления при генерал-инспекторах пехоты, артиллерии, кавалерии и инженерных войск;
- Главный крепостной комитет;
- Александровский комитет о раненых.

С 1905 года образован независимый от Военного министерства, непосредственно подчиненный верховной власти, Совет государственной обороны.
В СССР применялось официальное сокращение, аббревиатура МО СССР, в Российской Федерации — Минобороны России.
В России управление Вооружёнными Силами Российской Федерации осуществляет Министр обороны Российской Федерации через Министерство обороны Российской Федерации.

## Руководство

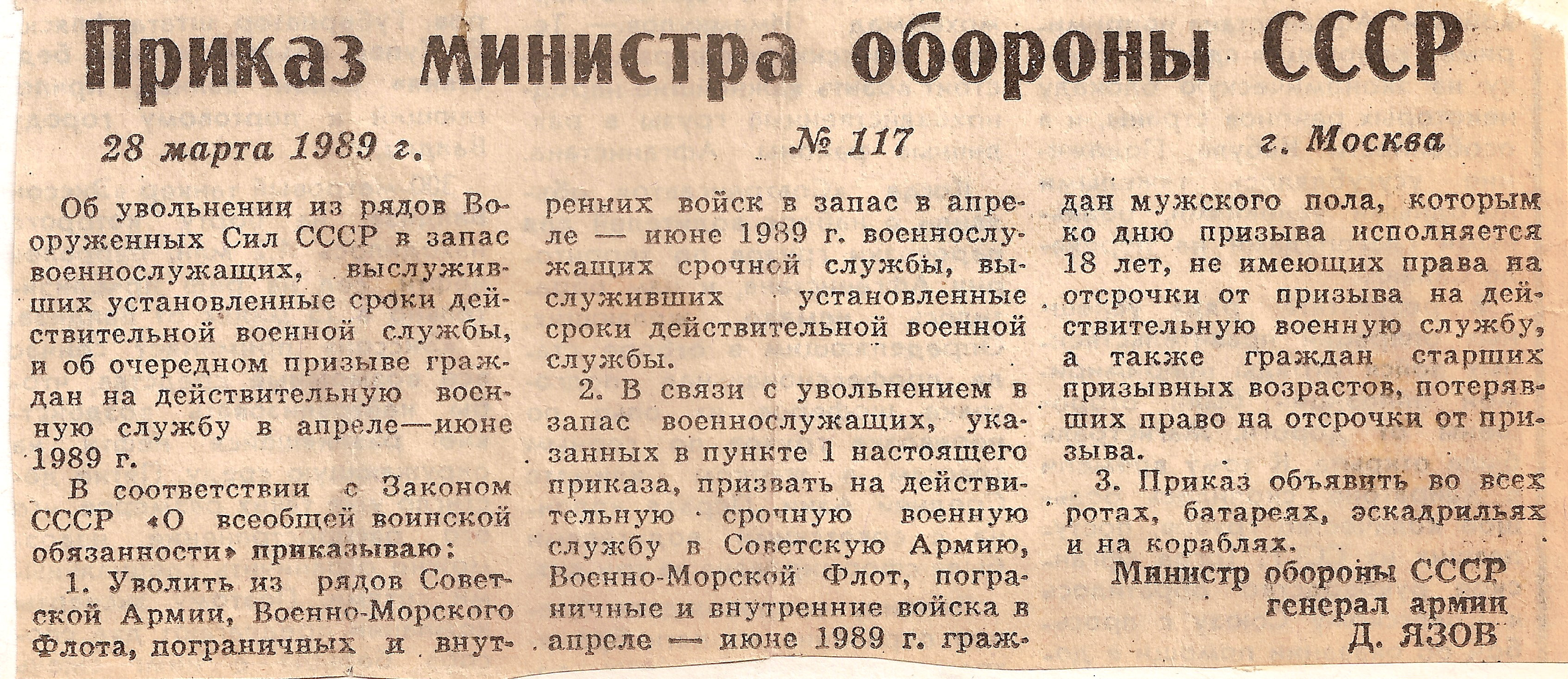
Текст Приказа Министра обороны СССР в газете «Красная Звезда».

Руководит министерством обороны министр (министр обороны), например Министр обороны СССР, в других государствах должностное лицо выполняющее эти функции может называться по другому, например в Израиле — Генеральный директор министерства обороны Израиля.
Соответственно у министра существует определённый государством штат заместителей, помощников, референтов и так далее, и тому подобное.

### Подчинённость
Министерство обороны подчинено его министру, а он в свою очередь главе государства (президенту, монарху и так далее).

### Состав
В состав министерства обороны могут входить, а могут и не входить генштаб, комитет начальников штабов и другие органы ответственные за внешнюю безопасность государства.